# Oxycera kusigematti
Oxycera kusigematti är en tvåvingeart som beskrevs av Akira Nagatomi 1977. Oxycera kusigematti ingår i släktet Oxycera och familjen vapenflugor. Inga underarter finns listade i Catalogue of Life.